# Лејмантаун (Вирџинија)
Лејмантаун (енгл. Laymantown) насељено је место без административног статуса у америчкој савезној држави Вирџинија.

## Демографија
По попису из 2010. године број становника је 1.979, што је 55 (-2,7%) становника мање него 2000. године.
| Група             | 2000.         | 2010.         |
| Белци             | 1.965 (96,6%) | 1.892 (95,6%) |
| Афроамериканци    | 34 (1,7%)     | 30 (1,5%)     |
| Азијати           | 12 (0,6%)     | 14 (0,7%)     |
| Хиспаноамериканци | 7 (0,3%)      | 17 (0,9%)     |
| Укупно            | 2.034         | 1.979         |